# Municipio de Sparta (Minnesota)
El municipio de Sparta (en inglés: Sparta Township) es un municipio ubicado en el condado de Chippewa en el estado estadounidense de Minnesota. En el año 2010 tenía una población de 748 habitantes y una densidad poblacional de 7,36 personas por km².

## Geografía
El municipio de Sparta se encuentra ubicado en las coordenadas 44°56′27″N 95°41′9″O / 44.94083, -95.68583. Según la Oficina del Censo de los Estados Unidos, el municipio tiene una superficie total de 101.61 km², de la cual 99,9 km² corresponden a tierra firme y (1,68 %) 1,71 km² es agua.

## Demografía
Según el censo de 2010, había 748 personas residiendo en el municipio de Sparta. La densidad de población era de 7,36 hab./km². De los 748 habitantes, el municipio de Sparta estaba compuesto por el 96,52 % blancos, el 0,67 % eran amerindios, el 0,4 % eran asiáticos, el 0,13 % eran de otras razas y el 2,27 % eran de una mezcla de razas. Del total de la población el 1,74 % eran hispanos o latinos de cualquier raza.